# Sydvästskånes utsjövatten
Sydvästskånes utsjövatten este o arie protejată (sit de importanță comunitară — SCI) din Suedia întinsă pe o suprafață de 115.127,6 ha, integral pe uscat.

## Localizare
Centrul sitului Sydvästskånes utsjövatten este situat la coordonatele 55°11′23″N 13°07′35″E / 55.1898°N 13.1265°E.

## Înființare
Situl Sydvästskånes utsjövatten a fost declarat sit de importanță comunitară în decembrie 2016 pentru a proteja 3 specii de animale.

## Biodiversitate
Situată în ecoregiunile continentală și marină baltică, aria protejată conține 2 habitate naturale: Bancuri de nisip acoperite în permanență slab de apă marină, Recifuri.
La baza desemnării sitului se află mai multe specii protejate de  mamifere (3): Halichoerus grypus, focă obișnuită (Phoca vitulina), marsuin (Phocoena phocoena).